# 70 Ophiuchi
70 Ophiuchi ist ein Doppelsternsystem in etwa 16,6 Lichtjahren Entfernung von der Sonne. Es ist mit dem bloßen Auge als Stern 4. Größe im Sternbild Schlangenträger sichtbar.

## Eigenschaften
Beide Komponenten sind Hauptreihensterne der Spektralklasse K. Die primäre Komponente ist ein gelblich-oranger BY-Draconis-Stern der Spektralklasse K0, die sekundäre Komponente ein Hauptreihenstern der Spektralklasse K4. Die beiden Sterne umkreisen einander in einer mittleren Entfernung von 23,3 AE. Aufgrund der sehr exzentrischen Umlaufbahn variiert der Abstand zwischen ihnen von 11,4 bis 34,8 AE. Die Umlaufzeit beträgt 83,38 Jahre.

## Geschichte
Das System wurde zuerst im späten 18. Jahrhundert von Wilhelm Herschel in seiner Arbeit über Doppelsterne katalogisiert. Herschel belegte, dass es sich um ein durch Gravitation zusammengehaltenes Doppelsystem handelte, innerhalb dessen beide Sternen um ein gemeinsames Massezentrum kreisen. Dies war ein wichtiger Beitrag zum Beweis dafür, dass Newtons Gravitationsgesetz auch bei Objekten außerhalb des Sonnensystems zutrifft. Herschel vermutete außerdem, dass möglicherweise ein dritter unsichtbarer Begleiter die Bahn der beiden sichtbaren Sterne beeinflussen würde.

## Entfernung
| Quelle                             | Parallaxe (mas)             | Entfernung (pc)             | Entfernung (Lj)               | Entfernung (Pm)             |
| ---------------------------------- | --------------------------- | --------------------------- | ----------------------------- | --------------------------- |
| Woolley et al. (1970)              | 195 ± 5                     | 5,13 ± 0,13                 | 16,7 ± 0,4                    | 158,2+4,2−4                 |
| Gliese & Jahreiß (1991)            | 199,0 ± 3,6                 | 5,03 ± 0,09                 | 16,39 ± 0,30                  | 155,1 ± 2,9                 |
| van Altena et al. (1995)           | 199,7 ± 3,4                 | 5,01 ± 0,09                 | 16,33 ± 0,29                  | 154,5 ± 2,7                 |
| Perryman et al. (1997) (Hipparcos) | 196,62 ± 1,38               | 5,09 ± 0,04                 | 16,59 ± 0,12                  | 156,9 ± 1,1                 |
| Perryman et al. (1997) (Tycho)     |                             |                             |                               |                             |
| Söderhjelm (1999)                  | 195,7 ± 0,9                 | 5,11 ± 0,024                | 16,67 ± 0,08                  | 157,7 ± 0,7                 |
| van Leeuwen (2007)                 | 196,72 ± 0,83               | 5,083 ± 0,022               | 16,58 ± 0,07                  | 156,9 ± 0,7                 |
| RECONS TOP100 (2012)               | 195,96 ± 0,87               | 5,103 ± 0,023               | 16,64 ± 0,07                  | 157,5 ± 0,7                 |
| Gaia DR3 (2022)                    | 195,57 ± 0,20 195,86 ± 0,25 | 5,113 ± 0,005 5,106 ± 0,007 | 16,669 ± 0,017 16,644 ± 0,022 | 157,69 ± 0,16 157,46 ± 0,20 |

Nicht trigonometrische Entfernungsbestimmungen sind kursiv markiert. Die präziseste Bestimmung ist fett markiert.

## Vermutetes Planetensystem
1855 behauptete W. S. Jacob vom Madras Observatory der Britischen Ostindien-Kompanie, dass die Umlaufbahn des Paars eine Anomalie aufweise und es höchst wahrscheinlich sei, dass ein planetarer Körper mit dem System in Verbindung stehe. Auch der amerikanische Astronom Thomas Jefferson Jackson See stellte 1899 die These auf, dass ein dunkler Begleiter existiere, doch sein Landsmann und Berufskollege Forest Ray Moulton konnte kurz darauf nachweisen, dass ein Dreikörpersystem mit den spezifischen Bahneigenschaften höchst instabil wäre. Sowohl die These von Jacob als auch die von See stellten sich als fehlerhaft heraus. W. S. Jacob war dabei möglicherweise der erste, der die Existenz eines Exoplaneten aufgrund astrometrischer Nachweise annahm.
1943 stellten Dirk Reuyl (der Cousin von Peter van de Kamp) und Erik Holberg erneut die Behauptung auf, ein Planetensystem nachgewiesen zu haben. Ihrer Ansicht nach hätte der Begleiter schätzungsweise ein Zehntel der Sonnenmasse gehabt. Dies wurde seinerzeit als eine Sensation wahrgenommen, jedoch aufgrund von späteren Beobachtungen abermals widerlegt.
Trotzdem kann die Möglichkeit der Existenz von Planeten in dem System nicht vollständig ausgeschlossen werden. Astronomen vom McDonald-Observatorium kamen 2006 zu dem Schluss, dass ein oder mehrere Planeten mit Massen zwischen 0,46 und 12,8 Jupitermassen in einem mittleren Abstand zwischen 0,05 und 5,2 AE existieren könnten.